# 浮田継了
浮田 継了（うきた つぐさと、享保5年（1720年） - 安永5年6月14日（1776年7月29日））は、江戸時代後期の人物。八丈島に配流となった宇喜多一族。通称は儀助。父は浮田継高。子に秀道、秀美、半五郎、留助、清太郎。

## 生涯
享保5年（1720年）、浮田秀高（3代浮田半六）の長男として生まれる。
宝暦4年（1754年）、父の死により、家督を相続。
明和5年（1768年）、長男秀道が宇喜多嫡家（孫九郎家）の家督を相続。
安永5年（1776年）に死去。享年57。浮田半六家の家督は、次男秀美が相続する。